# Gonçalo Abreu
Gonçalo Nuno da Silva Abreu (sinh ngày 25 tháng 6 năm 1986 ở Funchal, Madeira) là một cầu thủ bóng đá người Bồ Đào Nha thi đấu cho Gil Vicente F.C. ở vị trí tiền đạo.